# Hidalgo County, Texas
Hidalgo County är ett administrativt område i delstaten Texas, USA, med 774 769 invånare (2010). Den administrativa huvudorten (county seat) är Edinburg. 

## Geografi
Enligt United States Census Bureau så har countyt en total area på 4 100 km². 4 066 km² av den arean är land och 34 km² är vatten. 

### Angränsande countyn
- Brooks County - norr
- Kenedy County - nordost
- Willacy County - öster
- Cameron County - öster
- Starr County - väster
- Tamaulipas, Mexiko - söder